# Cybister smaragdinus
Cybister smaragdinus är en skalbaggsart som beskrevs av Régimbart 1895. Cybister smaragdinus ingår i släktet Cybister och familjen dykare. Inga underarter finns listade i Catalogue of Life.